# Torkild Strandberg
Torkild Sören Strandberg, född 29 juni 1970 i Landskrona, är en svensk politiker (liberal), som är kommunalråd och kommunstyrelsens ordförande i Landskrona från 2007. Han var ordinarie riksdagsledamot 2002–2007 och åter i perioder åren 2010, 2014 samt 2018, invald för Skåne läns västra valkrets.
Strandberg, som har en bakgrund som banktjänsteman, blev invald i riksdagen för Skåne läns västra valkrets vid riksdagsvalet 2002. I riksdagen var han bland annat ledamot i justitieutskottet och ersättare i kulturutskottet. Han var särskilt engagerad i rättsfrågor och var pådrivande för satsningar på brottsbekämpning och ökade resurser till bland annat polisen och tullen.
Vid riksdagsvalet 2006 blev han återvald till riksdagen. Han lämnade posten i början av 2007 efter att det stod klart att han skulle bli utsedd till kommunstyrelsens ordförande i Landskrona, då Socialdemokraterna gjort ett förlustval samtidigt som Sverigedemokraterna hamnat i vågmästarställning. Strandberg bildade då en minoritetskoalition bestående av Folkpartiet, Moderaterna och Miljöpartiet. Koalitionen fortsatte efter valet 2010, som också blev en stor framgång för Folkpartiet lokalt samtidigt som Sverigedemokraterna backade. Strandberg ställde upp i riksdagsvalet 2010 och blev även invald, men avsade sig posten efter att det stod klart att han skulle kunna fortsätta som kommunstyrelseordförande. I riksdagsvalet 2014 blev Strandberg åter invald som ledamot av riksdagen men avgick 18 december 2014. Han ersattes av Tina Acketoft. Vid valet 2018 blev han återigen invald i riksdagen men lämnade omedelbart posten och ersattes igen av Acketoft.
Strandberg har ofta väckt debatt i rätts- och narkotikafrågor, bland annat genom att förespråka slumpmässiga drogtester på högstadie- och gymnasieelever som gett sitt medgivande. I november 2012 undertecknade Strandberg och ett tjugotal skånepolitiker i spetsen ett protestbrev från skånska kommun- och regionföreträdare till Köpenhamns överborgmästare Frank Jensen då denne, som ett led i bekämpningen av de kriminella gäng, som försörjer sig på öppen försäljning av hasch i Köpenhamn, ville prova licensierad cannabisförsäljning i de mest utsatta områdena.